# Милан Савић (фудбалер, 1994)
Милан Савић (Београд, 4. априла 1994) српски је фудбалер који тренутно наступа за Бродарац.

## Каријера
После млађих категорија београдског Партизана, Савић је неко време провео у белгијском Генту. По повратку у Србију, 2014. године, приступио је редовима ОФК Београда. Одатле је две године касније отишао у Нови Пазар. Краћи период провео је у кипарском Анортозису, а затим је још једну полусезону наступао за Нови Пазар.
Током лета 2017. Савић је најпре био члан малтешког Балзана, а касније каријеру наставио у РФС-у из Риге. У зимском прелазном року 2019. године потписао је за Земун, одакле је потом отишао у Интер из Запрешића. Играо је још и за Етникос из Ахне, пре него што је лета 2021. потписао за Раднички из Ниша.